# 클레망 노엘
클레망 노엘(프랑스어: Clément Noël, 1997년 5월 3일~)은 프랑스의 알파인 스키 선수이다. 2018년 동계 올림픽에서 남자 회전 부문 4위에 올랐고, 2022년 동계 올림픽에서 남자 회전 부문 금메달을 획득했다.

## 수훈
- 레지옹 도뇌르 슈발리에 훈장(2022년)